# Likaon (syn Pelazgosa)
Likaon (także Lykaon; gr. Λυκάων Lykáōn, łac. Lycaon) – w mitologii greckiej król Arkadii.

## Ojciec 50 synów
Likaon był synem Pelazgosa i Okeanidy Meliboi albo nimfy Kyllene. Wstąpił na tron Arkadii po śmierci swego ojca. Z licznymi żonami miał pięćdziesięciu synów i jedną córkę Kallisto, choć wedle innych wersji, Kallisto była jego wnuczką. Synowie Likaona są najczęściej herosami, eponimami miast Peloponezu. Tradycja mitograficzna jest jednak w tym względzie bardzo niejednolita i wygląda na to, że zmieniała się zależnie od potrzeby i lokalnych uwarunkowań. Mitografowie nie zgadzają się nie tylko co do imion i kolejności starszeństwa, ale nawet co do liczby. W jednych przekazach mówi się o 50 synach w innych o 22. Apollodor wymienia ich czterdziestu ośmiu, Pauzaniasz – dwudziestu sześciu, przy czym tylko siedmiu pojawia się w obydwu zestawieniach. Wedle Pauzaniasza najstarszy jest Niktimos, u Apollodora jest on najmłodszy, najstarszy zaś jest Majnalos. Dionizjusz z Halikarnasu uważa Peuketiosa, za brata Ojnotrosa i podaje, że razem przybyli do Italii, gdzie każdy z braci dał początek innemu plemieniu – Peuketiów i Ojnotrów. Dionizjusz odróżnia zresztą od Likaona syna Pelazgosa jego przodka, syna Ajzejosa i ojca Dejaniry, która poślubiła Pelazgosa i miała z nim syna Likaona.
| Synowie Likaona u Apollodora | Synowie Likaona u Pauzaniasza |
| --- | --- |
| Majnalos, Tesprotos, Heliks, Niktimos, Peuketios, Kaukon, Meksiteus, Hopleus, Makareus, Makedonos, Horos, Polichos, Akontes, Euajmon, Ankyor, Archebates, Karteron, Ajgajon, Pallas, Kanetos, Protoos, Linos, Koreton, Teleboas, Fysjos, Fassos, Ftios, Lykios, Haliferos, Genetor, Bukolion, Sokleus, Fineus, Eumetes, Harpaleus, Porteus, Platon, Hajmon, Kynajtos, Leon, Harpalykos, Herajeus, Titanas, Mantinoos, Klitor, Stymfalos, Orchomenos | Majnalos, Hellisson, Niktimos, Makareus, Pallas, Lykios, Aliferos, Herajeus, Mantineus, Orchomenos, Oresteus, Figalos, Trapezus, Daseatas, Akakos, Toknos, Hypsas, Tegeates, Kromos, Charisjos, Trikolonos, Perajtos, Aseatas, Sumateus, Ojnotros |

## Przemieniony w wilka
Likaon, według części podań, był człowiekiem równie pobożnym jak jego ojciec Pelazgos. Wprowadził cywilizację w Arkadii i kult Zeusa Likajosa. Chętnie odwiedzali go bogowie. Synowie Likaona, pragnąc sprawdzić, czy goście ojca rzeczywiście są bogami, zabili dziecko i pomieszali jego ciało z mięsem zwierząt ofiarnych. Czyn ten oburzył bogów, którzy zesłali burzę i piorunem porazili fałszywych ofiarników.
Najczęściej jednak uważa się Likaona i jego synów za bezbożników. Zeus, chcąc się osobiście przekonać o ich nieprawościach, pod postacią żebraka zjawił się na dworze Likaona. Król rozpoznawszy boga, poddał go próbie: podczas posiłku podał mu mięso ludzkie, zakładnika trzymanego na dworze albo kogoś z członków swojej rodziny, syna Niktimosa lub wnuka Arkasa, syna Kallisto i Zeusa. Rozgniewany Zeus wywrócił stół, za którym siedział i uderzeniem pioruna zabił zarówno Likaona, jak i jego synów; w niektórych wersjach mitu z wyjątkiem najmłodszego, Niktimosa, którego ocaliły błagania bogini Gai, a który po śmierci ojca został królem Arkadii. W tych wersjach, w których ofiarą był Arkas, został on przez Zeusa przywrócony do życia i osadzony na tronie królów Arkadii w miejsce swojego dziadka. Według innej wersji mitu Likaon bądź on i jego synowie zostali zamienieni w wilki. Miejsce obrzydliwej uczty znane było później pod nazwą Trapezuntu. Uczta u Likaona jest też wstępem do mitu o potopie Deukalionowym.
Opowieść o Zeusie i ofierze z chłopca jest wyrazem obrzydzenia, jakie budziły w bardziej cywilizowanych częściach Grecji barbarzyńskie i przeciwne naturze (Plutarch: Żywot Pelopidasa) kanibalskie rytuały praktykowane w Arkadii ku czci Zeusa. Składano tam istotnie ludzi w ofierze Zeusowi, a uczestnicy ofiary zjadali ich wnętrzności. Według podania zamieniali się wówczas na osiem lat w wilki, po czym odzyskiwali swą pierwotną postać, jeśli przez ten czas nie tknęli mięsa ludzkiego. Obrzędy polegające na składaniu ofiar z ludzi bóstwu mogły mieć na celu zapewnienie bezpieczeństwa osiedlom ludzkim od wilków. Postać króla-wilka i skomplikowane układy liczbowe, zawarte w micie, mogące odnosić się do czasu sprawowania przez niego władzy, są przedmiotem spekulacji uczonych.